# Мартышово
Мартышово — деревня в Кулейской волости Печорского района Псковской области.
Расположена у северо-западного побережья Псковского озера. Неподалёку есть ещё ряд деревень: к северу, в километре — волостной центр Киршино, к западу — Замошье и Сухлово, к востоку — Красная Гора.

## Население
Численность населения деревни составляет 41 житель по состоянию на 2000 год.
| 2001 | 2002 | 2010 |
| ---- | ---- | ---- |
| 41   | ↘33  | ↘32  |

## Топографические карты
- Лист карты O-35-XVI Пылва. Масштаб: 1 : 200 000. Издание 1980 г.